# Bratonci
Bratonci so naselje v Občini Beltinci. Vas je bila prvič pisno omenjena leta 1322. Med vasmi Beltinci in Bratonci bi naj vodila stranska rimska cesta, kar potrjujejo topografski posnetki in najdbe (rimski srebrnik in rimski obcestni kamen). Na severazohodnem robu vasi je izvir potoka Črnca, katerega struga je suha in se napolni le ob najmočnejših nalivih, stoletje nazaj pa je ta isti potok poganjal vodni mlin na jugovzhodnem delu vasi.
Tukaj sta se rodila pisatelj Števan Kühar in njegov brat Mihael Kühar, politik.